# Korsanäs
Korsanäs är en ort i Listerby socken i Ronneby kommun i Blekinge län. SCB klassade orten år 2015 som en småort för att därefter räkna den som en del av tätorten Kuggeboda. Bebyggelsen i Korsanäs präglas av traditionell Blekingsk trähusarkitektur från tiden runt sekelskiftet 1800-1900 med inslag av nyare fritidshusbebyggelse från olika decennium. Orten är belägen i ett flackt landskap med betade strandängar. I orten har tidigare funnits en centralt placerad handelsträdgård där det under 2000-talet har pågått en stegvis förtätning av bebyggelsen med nya bostäder.